# Latvijas kauss 2018
La Coppa di Lettonia 2018 (in lettone Latvijas kauss) è stata la 77ª edizione del torneo (la 24ª dall'indipendenza), che si è giocata a eliminazione diretta. La competizione è iniziata il 26 maggio 2018 e si è conclusa il 24 ottobre 2018. Il Liepāja era la squadra campione in carica.
Il Riga FC ha vinto la coppa per la prima volta nella sua storia, dopo aver perso le finali delle due edizioni precedenti.

## Primo turno
Partecipano al primo turno 18 squadre della 2. Līga 2018, il terzo livello del campionato lettone di calcio. I sorteggi sono stati effettuati il 15 maggio 2018.
| Squadra 1      | Risultato | Squadra 2           |
| -------------- | --------- | ------------------- |
| 26 maggio 2018 |           |                     |
| FC Betlanes    | 14 – 0    | KF Grobiņa          |
| 27 maggio 2018 |           |                     |
| Karosta        | 9 – 1     | Kvarcs Madona       |
| 28 maggio 2018 |           |                     |
| Priekuļi       | 3 – 0     | Jūrnieks            |
| 29 maggio 2018 |           |                     |
| Lielupe        | 2 – 5     | Kuldīga             |
| Olaine         | 1 – 5     | Babīte              |
| 30 maggio 2018 |           |                     |
| Kauguri        | 4 – 0     | Bauskas BJSS/Mēmele |
| Salaspils      | 9 – 0     | Valka               |
| Cēsis          | 1 – 4     | Albatroz SC         |
| 2 giugno 2018  |           |                     |
| Upesciems      | 5 – 2     | Lubāna/Degumnieki   |

## Secondo turno
Partecipano al secondo turno le 9 squadre vincenti del turno precedente, più altre 11 squadre di 2. Līga e le 12 squadre di 1. Līga 2018, il secondo livello del campionato lettone di calcio. I sorteggi, insieme alla definizione della griglia per i turni successivi, sono stati effettuati il 5 giugno 2018.
| Squadra 1        | Risultato       | Squadra 2               |
| ---------------- | --------------- | ----------------------- |
| 15 giugno 2018   |                 |                         |
| Pļaviņas/DM      | 1 – 9           | Auda Ķekava             |
| 16 giugno 2018   |                 |                         |
| Grobiņa          | 7 – 1           | Albatroz SC             |
| Salaspils        | 0 – 7           | FC Betlanes             |
| Salacgrīva       | 0 – 10          | Rīga United             |
| Super Nova       | 2 – 1           | Babīte                  |
| Monarhs/Flaminko | 2 – 4           | BFC Daugavpils          |
| 17 giugno 2018   |                 |                         |
| Talsi/Laidze     | 3 – 5           | Ogres NSC               |
| Alberts FK       | 1 – 2           | Traktors                |
| Rēzeknes FA      | 0 – 2           | RTU Riga/Skonto Academy |
| Balvu            | 1 – 4           | Smiltene                |
| Karosta          | 1 – 3           | Preiļu                  |
| Priekuļi         | 3 – 6           | Limbaži                 |
| Ghetto FC/Gvatar | 5 – 0           | AFK Aliance             |
| Kauguri          | 3 – 3 (7-8 dtr) | Tukums 2000             |
| Staiceles Bebri  | 3 – 0           | Upesciems               |
| 18 giugno 2018   |                 |                         |
| JDFS Alberts     | 3 – 1           | Kuldīga                 |

## Terzo turno
Partecipano al terzo turno le 16 squadre vincenti del turno precedente.
| Squadra 1          | Risultato | Squadra 2        |
| ------------------ | --------- | ---------------- |
| 30 giugno 2018     |           |                  |
| Smiltene           | 0 – 2     | Super Nova       |
| RTU/Skonto Academy | 5 – 0     | Tukums 2000      |
| 1º luglio 2018     |           |                  |
| Limbaži            | 3 – 2     | Ogres NSC        |
| Preiļu             | 5 – 0     | Staiceles Bebri  |
| BFC Daugavpils     | 5 – 0     | JDFS Alberts     |
| Traktors           | 0 – 7     | Grobiņa          |
| FC Betlanes        | 2 – 0     | Auda Ķekava      |
| 2 luglio 2018      |           |                  |
| Rīga United        | 1 – 9     | Ghetto FC/Gvatar |

## Quarto turno
Partecipano al quarto turno le 8 squadre vincenti del turno precedente e le 8 squadre della Virslīga 2018.
| Squadra 1          | Risultato | Squadra 2        |
| ------------------ | --------- | ---------------- |
| 6 luglio 2018      |           |                  |
| Ghetto FC/Gvatar   | 1 – 8     | Spartaks Jūrmala |
| 7 luglio 2018      |           |                  |
| Grobiņa            | 2 – 6     | BFC Daugavpils   |
| FC Betlanes        | 1 – 2     | Ventspils        |
| Preiļu             | 0 – 3     | Valmiera         |
| Super Nova         | 0 – 2     | Riga FC          |
| Metta              | 2 – 1     | Jelgava          |
| RTU/Skonto Academy | 0 – 5     | Liepāja          |
| Limbaži            | 0 – 15    | RFS Riga         |

## Quarti di finale
| Squadra 1      | Risultato       | Squadra 2        |
| -------------- | --------------- | ---------------- |
| 4 agosto 2018  |                 |                  |
| Valmiera       | 0 – 3           | RFS Riga         |
| 5 agosto 2018  |                 |                  |
| Riga FC        | 3 – 1           | Spartaks Jūrmala |
| BFC Daugavpils | 3 – 3 (1-4 dtr) | Metta            |
| 6 agosto 2018  |                 |                  |
| Liepāja        | 0 – 1 (dts)     | Ventspils        |

## Semifinali
| Squadra 1         | Risultato | Squadra 2 |
| ----------------- | --------- | --------- |
| 19 settembre 2018 |           |           |
| Ventspils         | 2 – 1     | RFS Riga  |
| Metta             | 1 – 2     | Riga FC   |

## Finale
| Arbitro: | Nalivaiko |

|                                                       |                      |                                                               |
| Lukjanovs Rakels Bilinski Brisola Panić Bajenko Šarić | Tiri di rigore 5 – 4 | Aiyegun Pinto Fortes Rugins Tidenbergs Neziri Žulevs Bulvitis |